# Nördliches Kugelgürteltier
Das Nördliche Kugelgürteltier oder Brasilianisches Dreibindengürteltier beziehungsweise Dreibinden-Kugelgürteltier (Tolypeutes tricinctus) ist eine Säugetierart aus der Gruppe der Gürteltiere (Dasypoda), welche endemisch in Brasilien verbreitet ist. Es stellt die seltenste Art der Gürteltiere dar und bewohnt hauptsächlich die Caatinga-Region im Nordosten des Landes. Bis zum Ende der 1980er Jahre galt die Art als ausgestorben, heute wird sie als gefährdet eingestuft.

## Merkmale
Das Nördliche Kugelgürteltier ist durchschnittlich etwas größer als sein südlicher Verwandter, das Südliche Kugelgürteltier (Tolypeutes matacus) und erreicht eine Kopf-Rumpf-Länge von 32 bis 39 cm (Durchschnitt 35,7 cm), dazu kommt noch ein 5 cm langer, relativ unbeweglicher Schwanz, der vergleichsweise etwas kürzer ist als jener der südlichen Form. Das Gewicht wird mit 1,1 bis 1,6 kg angegeben, Feldbeobachtungen lassen annehmen, dass die Männchen etwas größer als die Weibchen sind. Prinzipiell ähnelt es im Körperbau dem Südlichen Kugelgürteltier und besitzt ebenfalls einen deutlich gerundeten Rückenpanzer, der durch drei flexible Bänder in einen vorderen und hinteren Abschnitt geteilt ist und bis zu den Beinen hinab reicht. Der markanteste Unterschied ist an den Vorderfüßen zu beobachten, welche aus fünf krallenbewehrten Zehen bestehen und nicht aus vier wie beim Südlichen Kugelgürteltier.

## Verbreitung und Lebensraum

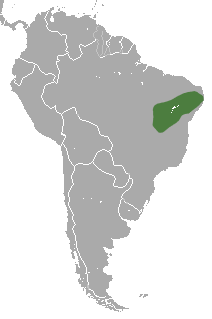
Verbreitungsraum des Nördlichen Kugelgürteltieres

Hauptverbreitungsgebiet des Nördlichen Kugelgürteltiers ist die Caatinga-Region im Nordosten Brasiliens, eine meist durch dornige Gebüsche und Bäume charakterisierte Trockenlandschaft mit weniger als 500 mm Jahresniederschlag. Es kommt aber auch in den südlich angrenzenden Cerrado-Landschaften vor, die wiederum aus buschiger Savannenvegetation und laubwerfenden Bäumen bestehen. Vereinzelt wurden Tiere auch in nördlicher gelegenen Gebieten beobachtet, so aus dem Bundesstaat Maranhão. Hier tritt es in Habitaten mit mosaikartiger Vegetation, bestehend aus Dornengebüschsavannen und Babassupalmen auf. Insgesamt ist das Vorkommen des Nördlichen Kugelgürteltiers fragmentiert, die Größe des Verbreitungsgebietes wird mit etwa 937.000 km² angegeben. Es fehlen vor allem Informationen zu den nordöstlichen Verbreitungsgrenzen. In Bereichen mit hoher Population wird die Dichte auf etwa 1,2 Individuen je Quadratkilometer geschätzt. Wahrscheinlich geht sie aber in Gebieten mit hohem Jagddruck deutlich zurück.

## Lebensweise

### Territorialverhalten

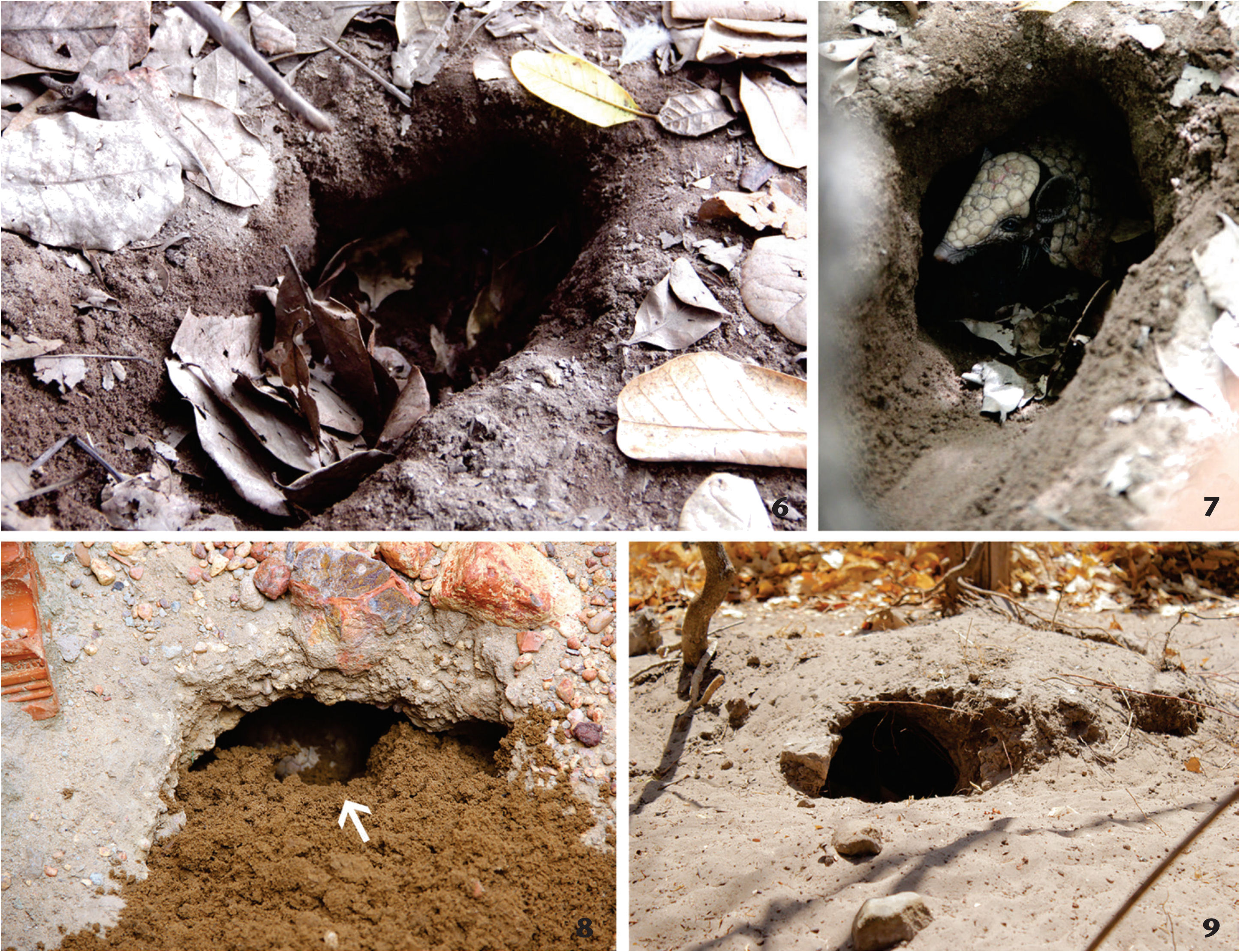
Bau des Nördlichen Kugelgürteltiers. Oben: Bau mit pflanzenbedecktem Eingang (links) und ein Tier, das den Bau verlässt (rechts); unten: grabendes Individuum (links) und fertiger Bau (rechts)

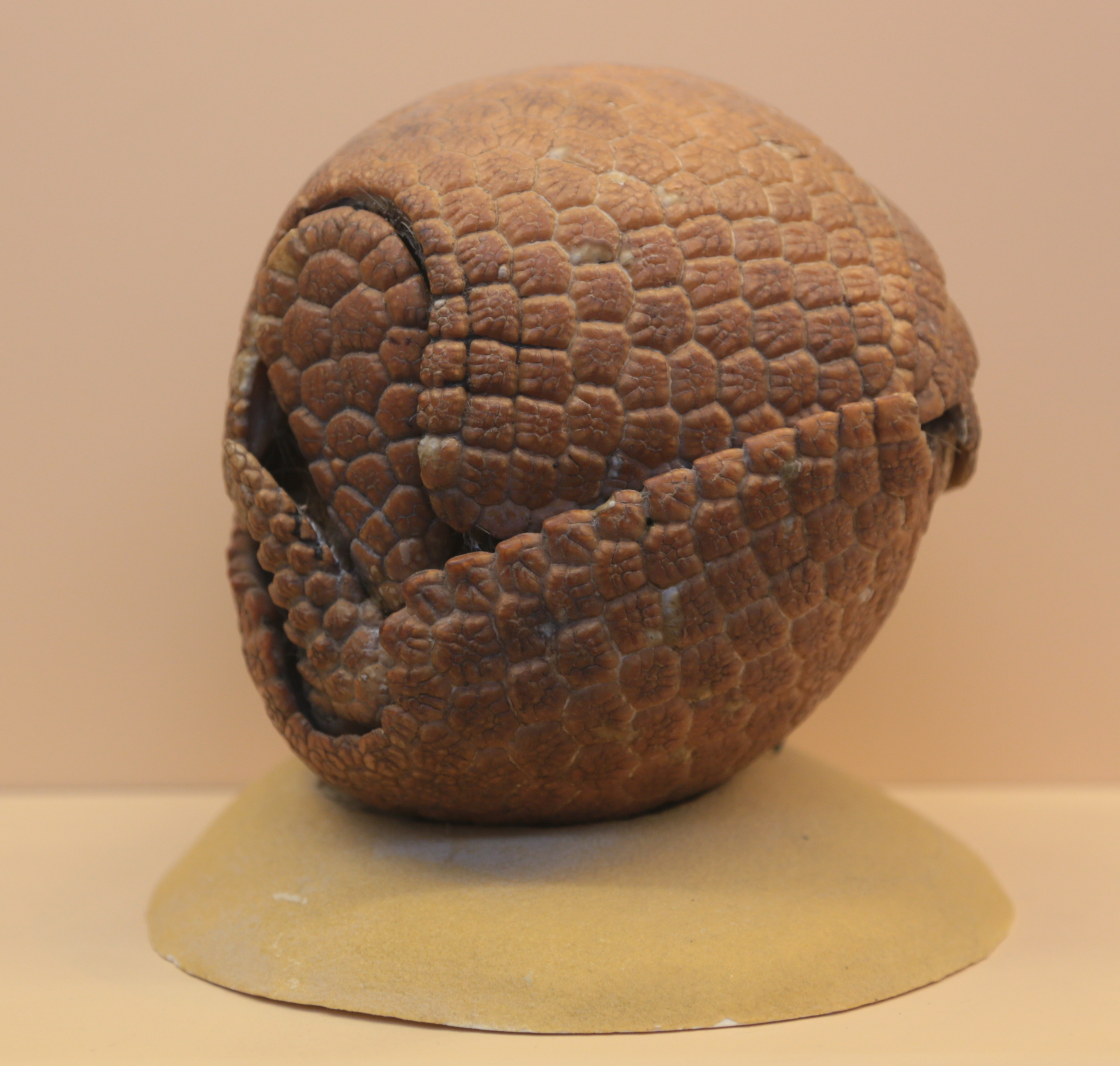
Eingerolltes Nördliches Kugelgürteltier

Aufgrund der Seltenheit wird das Nördliche Kugelgürteltier nur spärlich in freier Wildbahn beobachtet, Daten zur Lebensweise sind daher eher rar. Die Gürteltierart ist weitgehend nachtaktiv, die größten Aktivitäten verteilen sich auf zwei Phasen, zum einen zwischen 14:00 und 18:00 Uhr und zum anderen zwischen 20:00 und 23:00 Uhr. Wie sein südlicher Verwandter und im Gegensatz zu zahlreichen anderen Gürteltieren ist das Nördliche Gürteltier kein guter Gräber und legt daher nur selten zum Nahrungserwerb oder als Unterschlupf eigens dafür gegrabene Erdlöcher an. Nach Untersuchungen von vier Individuen aus dem nordöstlichen Brasilien sind Grabaktivitäten aber häufiger als bisher angenommen. Die von den Tieren gegrabenen Baue haben durchschnittlich eine Höhe von 10,5 cm, eine Breite von 14 cm und eine Tiefe von 43,5 cm. In der Regel werden die Eingänge mit Blätterabfall bedeckt. Vermutlich dienen die Baue eher der Thermoregulation und der Aufzucht des Nachwuchses als einem primären Schutz vor Beutegreifern. Darüber hinaus zieht sich das Nördliche Kugelgürteltier unter Blätterabfall oder in von anderen Tierarten gegrabene Baue, etwa vom Sechsbinden-Gürteltier (Euphractus sexcinctus) zur Ruhe zurück. Es legt aber keine flachen Depressionen oder Nester aus Pflanzenmaterialien an. Die einzelnen Individuen nutzen Aktionsräume, die nach Untersuchungen bei Jaborandi im brasilianischen Bundesstaat Bahia durchschnittlich 122 ha groß sind, bei Männchen auch bis zu 238 ha groß werden können. Die Aktionsräume der Männchen überschneiden sich mit denen der Weibchen, außerdem auch mit solchen von anderen männlichen Tieren unterschiedlichen Alters. In letzterem Fall sind die Überschneidungen aber eher marginal. Die Gürteltierart kann sich vergleichbar der südlichen Art bei Gefahr zu einer nahezu geschlossenen Kugel zusammenrollen.

### Ernährung
Das Nördliche Kugelgürteltier ernährt sich überwiegend von Insekten, die es von der Bodenoberfläche aufnimmt. Weitere Nahrungsbestandteile sind darüber hinaus Früchte.

### Fortpflanzung
Über das Fortpflanzungsverhalten ist wenig bekannt, jedoch scheinen männliche Vertreter während der Brunft des Weibchens in einen Paarungswettkampf zu treten, was auf den Sexualdimorphismus der Art zurückgeführt wird. Jungtiere werden meist in Einzahl geboren und ähneln den Elterntieren, besitzen aber einen weicheren Panzer und ebensolche Krallen sowie geschlossene Augen und Ohrmuscheln.

### Parasiten
Zu den nachgewiesenen äußeren Parasiten gehören Zecken der Gattung Amblyomma.

## Systematik
Das Nördliche Kugelgürteltier ist eine Art aus der Gattung der Kugelgürteltiere (Tolypeutes), der auch das Südliche Kugelgürteltier (Tolypeutes matacus) angehört. Gemeinsames Merkmal der Gattung ist die Fähigkeit, sich bei Gefahr vollständig zu einer Kugel einrollen zu können. Beide Arten werden in die Gruppe der Gürteltiere (Dasypoda) und in die Familie der Chlamyphoridae verwiesen. Innerhalb der Familie bildet die Gattung Tolypeutes eine eigene Unterfamilie (Tolypeutinae), der ebenfalls das Riesengürteltier (Priodontes) und das Nacktschwanzgürteltier (Cabassous) zuzurechnen ist. Die Unterfamilie steht als Schwestertaxon den Chlamyphorinae gegenüber, die die beiden Gürtelmullarten einschließen. In einem etwas entfernteren Verwandtschaftsverhältnis finden sich die Euphractinae mit den Borstengürteltieren (Chaetophractus) und dem Sechsbinden-Gürteltier (Euphractus). Die Auftrennung der Chlamyphorinae und der Tolypeutinae erfolgte laut molekulargenetischen Untersuchungen bereits im Oligozän vor 33 Millionen Jahren, vom frühen Miozän an begannen sich die Tolypeutinae stärker zu differenzieren. Fossil nachweisbar ist die Gattung Tolypeutes erstmals im Altpleistozäns und tritt hier mit der Art Tolypeutes pampaeus auf.

## Wiederentdeckung

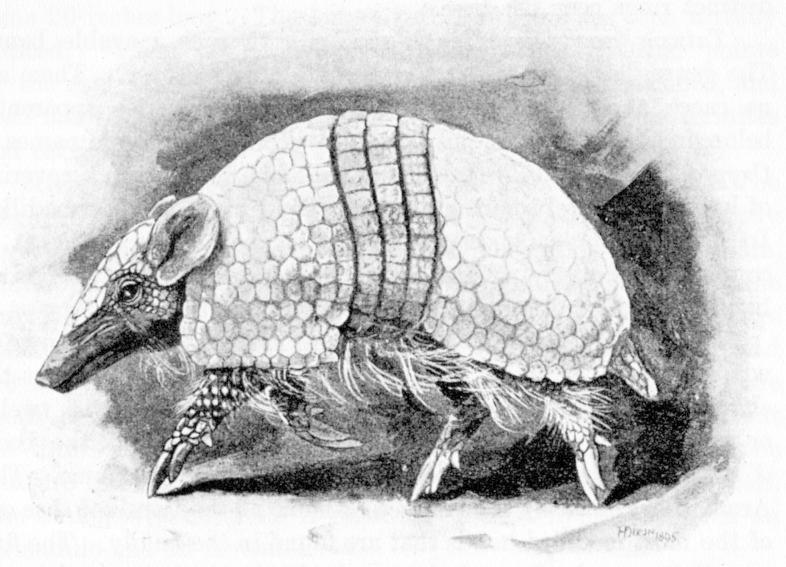
Historische Zeichnung eines Nördlichen Kugelgürteltieres aus dem Jahr 1902

Die Erstbeschreibung der Art erfolgte 1758 durch Linnaeus als Dasypus tricinctus. Aufgrund starker Bejagung wurde das Nördliche Kugelgürteltier in der Mitte des 20. Jahrhunderts bis an den Rand der Ausrottung gebracht. Der Wissenschaft bekannt war die Art in den 1980er Jahren lediglich über sechs weltweit verteilte Museumsexponate mit exakter Herkunftsbeschreibung. Die letzten Hinweise auf lebende Exemplare gab es 1958 in der Region von Alto Jaguaribe im Bundesstaat Ceará und um Barreiras in Bahia. Eine wissenschaftliche Erhebung von 1964 bis 1968 in Bahia kam zu dem Schluss, dass die Art aufgrund von Überjagung extrem selten war. Seitdem galt das Nördliche Kugelgürteltier als verschollen oder ausgestorben. Zu den ersten Hinweisen darauf, dass einzelne Populationen überlebt haben könnten, gehören zwei verbrannte Rückenpanzer, die Mitglieder des WWF und der brasilianischen Fundacão Biodiversitas im Jahr 1988 bei Einheimischen in der Caatinga-Region fanden, Den Aussagen der Einheimischen zufolge hatten diese die Rückenpanzer auf dem Markt der Ortschaft Canudos erstanden. Dort konnten die Wissenschaftler fünf lebende Tiere ausfindig machen (zwei Weibchen und drei Männchen) und an die Universität von Minas Gerais bringen. Die männlichen Tiere besaßen allerdings verschiedene Verletzungen und verstarben rasch, eines der Weibchen brachte dort aber ein Junges zur Welt. Eine umgehend gestartete Suche in der Umgebung von Canudos, wo die Tiere zwei Tage vor der Beschlagnahmung gefangen worden sein sollen, erbrachte zunächst keinen Nachweis. Noch im gleichen Jahr wurden erstmals mehrere freilebende Individuen während einer ornithologischen Studie in Bahia auf der Fazenda Formoso beobachtet, zwei Jahre später erfolgten weitere Sichtungen während der gleichen Studie auf der Fazenda Boa Vista, beide Fundstellen liegen in der Caatinga-Region. Weitere Hinweise gab es 1990/91 aus dem Bundesstaat Maranhão, jedoch wurde bei einer Expedition kein lebendes Tier entdeckt. Im Zeitraum von 1992 bis 1993 beobachteten Wissenschaftler auf der 100 km² großen Fazenda Jatobá ebenfalls Tiere in freier Wildbahn, zusätzlich auch von 1995 bis 1996 auf der 70 km² umfassenden Fazenda Rio Pratudão. Bei beiden Lokalitäten handelt es sich um private Waldgrundstücke in der Cerrado-Landschaft an der Grenze der Bundesstaaten Bahia und Goiás. Während dieser Zeit wurden 40 Tiere gefangen, markiert und wieder freigelassen. Insgesamt stammen zusätzliche eindeutige Nachweise des Nördlichen Kugelgürteltiers ab dem Jahr 2000 von etwa einem halben Dutzend Fundlokalitäten, alle liegen in den zentralen und südwestlichen Teilen des Verbreitungsgebietes.

## Bedrohung und Schutz
Das Nördliche Kugelgürteltier wird von der IUCN aufgrund des heute stark zersplitterten Verbreitungsgebietes und der geringen Populationsgröße als vulnerable („gefährdet“) eingestuft, Informationen über die Größe der Gesamtpopulation liegen aber nicht vor. Auch heute noch wird die Gürteltierart stark bejagt, zudem wird der Lebensraum durch die Ausdehnung von Zuckerrohr- und Sojabohnenplantagen stark gefährdet. Schutzgebiete liegen in den Nationalparks Serra da Capivara und Serra das Confusões im Bundesstaat Piauí. In den Gebieten mit der dichtesten Population sind allerdings keine Schutzgebiete ausgewiesen.